# Uropsilus
Uropsilus és un gènere de tàlpids semblants a musaranyes, endèmics de la regió boscosa i alto-alpina que envolta la Xina, Myanmar i el Vietnam. Tenen el musell llarg, una llarga cua esvelta, orelles externes i unes petites potes davanteres especialitzades a excavar. Tot i que s'assemblen a les musaranyes en la mida, l'aspecte i, presumiblement, els costums ecològics, són tàlpids (talps autèntics). Uropsilus és l'únic gènere vivent de la subfamília dels uropsilins (Uropsilinae), una de les tres que formen la família dels tàlpids.
Se'n distingeixen cinc espècies:
- Uropsilus aequodonenia
- Talp musaranya d'Anderson (Uropsilus andersoni)
- U. fansipanensis
- Talp musaranya gràcil (Uropsilus gracilis)
- U. huanggangensis
- Uropsilus investigator
- Talp musaranya xinès (Uropsilus soricipes)